# Tossal Redó (Tàrrega)
El Tossal Redó és una muntanya de 412,4 metres que es troba al municipi de Tàrrega, a la comarca catalana de l'Urgell.